# Дудда, Юлиан
Юлиан Дудда (нем. Julian Dudda; 8 апреля 1993, Бад-Наухайм, Гессен) — немецкий футболист, защитник клуба Тюркгюджю Фридберг.

## Клубная карьера
В молодёжную команду франкфуртского «Айнтрахта» Дудда попал через детские спортивные школы городов Вёльштадт, Вёльферсхайм, Эхцелль и клуба «Франкфурт». В сезоне 2009/10 вместе с юношеской командой (до 17 лет) выиграл юношескую Бундеслигу.
7 мая 2011 года Дудда дебютировал во взрослой Бундеслиге в составе «Айнтрахта» в 33-м туре в домашней игре против «Кёльна», закончившейся поражением хозяев со счётом 0:2.
В 2013 году Юлиан присоединился ко второй команде «Вердера»
. Летом 2015 года перешёл в «Киккерс» из Оффенбаха.

## Молодёжная карьера
В 2010—2011 году Юлиан Дудда привлекался в молодёжные сборные. Его дебют в юношеской сборной Германии состоялся 10 октября 2010 года против Украины.